# Thil-Manneville
Thil-Manneville é uma comuna francesa na região administrativa da Normandia, no departamento de Sena Marítimo. Estende-se por uma área de 6,74 km². Em 2010 a comuna tinha 641 habitantes (densidade: 95,1 hab./km²).